# Discocleidion rufescens
Discocleidion rufescens là một loài thực vật có hoa trong họ Đại kích. Loài này được (Franch.) Pax & K.Hoffm. mô tả khoa học đầu tiên năm 1914.